# Старые Шомполы
Старые Шомполы (укр. Старі Шомполи) — село, относится к Одесскому (до 2020 г. — Лиманскому району) Одесской области Украины.
Население по переписи 2001 года составляло 736 человек. Почтовый индекс — 67522. Телефонный код — 4855. Занимает площадь 1,07 км². Код КОАТУУ — 5122786901.

## Местный совет
67522, Одесская обл., Лиманский р-н, с. Старые Шомполы, ул. Центральная, 13